# Геролцхофен
Геролцхофен (њем. Gerolzhofen) град је у њемачкој савезној држави Баварска. Једно је од 29 општинских средишта округа Швајнфурт. Према процјени из 2010. у граду је живјело 6.610 становника. Посједује регионалну шифру (AGS) 9678134.

## Географски и демографски подаци
Геролцхофен се налази у савезној држави Баварска у округу Швајнфурт. Град се налази на надморској висини од 244 метра. Површина општине износи 18,4 km². У самом граду је, према процјени из 2010. године, живјело 6.610 становника. Просјечна густина становништва износи 359 становника/km².

## Међународна сарадња
| Мјесто | Држава    | Врста сарадње | Од    |
| ------ | --------- | ------------- | ----- |
| Елек   | Мађарска  | пријатељство  | 1988. |
|        | Француска | партнерство   | 1972. |
| Билина | Чешка     | партнерство   | 1992. |
| Извор  |           |               |       |